# ركوب الدراجات الجبلية
ركوب الدراجات الجبلية هي رياضة ركوب الدراجات على الطرق الوعرة، وذلك باستخدام الدراجة المصممة خصيصًا لذلك (الدراجة الجبلية). توجد أوجه تشابه بين الدراجات الجبلية وغيرها من الدراجات، ولكن تتضمن الميزات المصممة لتعزيز المتانة والأداء في المناطق الوعرة.ركوب الدراجات الجبلية عموما يمكن تقسيمها إلى فئات متعددة.هذه الرياضة الفردية تتطلب القدرة على التحمل، والقوة الأساسية والتوازن، ومهارات التعامل مع الدراجة، والاعتماد على الذات. يسعى الدراجون المتقدمون إلى كل من النزول الحاد والصعود المنحدر عاليًا.

## المخاطر
الإصابات هي عامل معين عند ركوب الدراجات الجبلية، وخصوصًا في التخصصات أكثر تطرفا مثل ركوب الدراجات إلى أسفل، وتتراوح الإصابات الناجمة من الجروح الطفيفة، مثل الجروح والسحجات من السقوط على الحصى أو الأسطح الأخرى، إلى إصابات خطيرة مثل كسور في العظام أو الرأس أو إصابات العمود الفقري الناتجة عن آثار الجر على الصخور والأشجار.
معدات الوقاية يمكن أن تحمي ضد الإصابات الطفيفة، والحد من مدى خطورة تأثيرات كبيرة، ولكن قد لا تحمي المتسابق من التأثيرات الكبيرة أو الحوادث. للحد من خطر الإصابة; يجب على المتسابق أيضًا أن يتخذ خطوات للحد من مخاطر الحوادث، وبالتالي احتمال حدوث إصابات. عن طريق اختيار مسارات تقع ضمن نطاق مستوى خبرته، والتأكد من أنه لائق بدرجة كافية للتعامل مع المسار المختار، والحفاظ على الدراجة بأفضل حالة ميكانيكية.
إذا كان راكب الدراجة النارية الجبلية يرغب في استكشاف مسارات أكثر خطورة أو التخصصات، مثل ركوب لانحدار، يجب أن يتعلم مهارات جديدة، مثل القفز وتجنب العقبات.
صيانة الدراجة يجب أن تُنفَّذ على نحو أكثر تواترًا من الدراجات العادية.ركوب الدراجات الجبلية تسبب ارتفاع الطلب على كل جزء من الدراجة، وينبغي على راكب الدراجة الجبلية فحص وصيانة الدراجة قبل وبعد كل رحلة.

## وصلات خارجية
- الرابطة الدولية ركوب الدراجات الجبلية